# Ctenodontina rufipes
Ctenodontina rufipes är en tvåvingeart som beskrevs av Macquart 1838. Ctenodontina rufipes ingår i släktet Ctenodontina och familjen rovflugor. Inga underarter finns listade i Catalogue of Life.